# Nafertisita
La nafertisita és un mineral de la classe dels silicats. Rep el nom de la seva composició: sodi (Na), ferro, titani i silici.

## Característiques
La nafertisita és un silicat de fórmula química Na₃(Fe2+)10Ti₂(Si₆O17)₂O₂(OH)₆F(2H₂O)₂. Cristal·litza en el sistema monoclínic. La seva duresa a l'escala de Mohs es troba entre 2 i 3.
Segons la classificació de Nickel-Strunz, la nafertisita pertany a «09.EH - Estructures transicionals entre fil·losilicats i altres unitats de silicat» juntament amb els següents minerals: manganoneptunita, neptunita, watatsumiïta, magnesioneptunita, grumantita, sarcolita, ussinguita, leifita, teliuixenkoïta i eirikita.

## Formació i jaciments
Va ser descoberta al mont Kukisvumtxorr, que es troba al massís de Khibini, dins l'óblast de Múrmansk (Districte Federal del Nord-oest, Rússia). També ha estat descrita a la pegmatita Nanna, a la localitat d'Igaliku, a Groenlàndia. Aquests dos indrets són els únics de tot el planeta on ha estat descrita aquesta espècie mineral.